# 大花五味子
大花五味子（学名：Schisandra grandiflora）为五味子科五味子属下的一个种。种名grandiflora意为“大花的”。